# Palmarès del Royal Sporting Club Anderlecht
Il Royal Sporting Club Anderlecht (in fiammingo Koninklijk Sporting Club Anderlecht), o, più brevemente, Anderlecht, è una società polisportiva belga di Anderlecht, un comune appartenente alla Regione di Bruxelles-Capitale.
La sezione maggiormente nota è quella calcistica, la quale milita nella Pro League, la massima serie del campionato nazionale, ed è la più titolata del Belgio, potendo vantare la vittoria di 34 titoli di campione nazionale, nove Coppe del Belgio, una Coppa di Lega, 13 Supercoppe del Belgio e, in campo continentale, di due Coppe delle Coppe (1975-1976 e 1977-1978), altrettante Supercoppe europee (1976 e 1978) e una Coppa UEFA (1982-1983). Nel club hanno militato numerosi calciatori di rilievo, tra i quali Paul Van Himst, tra gli atleti belgi più popolari, che fu a lungo anche capitano della nazionale del suo Paese e fu nominato Golden Player dalla federazione belga.

## Competizioni nazionali
- Campionato belga: 34  (record)

1946-1947, 1948-1949, 1949-1950, 1950-1951, 1953-1954, 1954-1955, 1955-1956, 1958-1959, 1961-1962, 1963-1964, 1964-1965, 1965-1966, 1966-1967, 1967-1968, 1971-1972, 1973-1974, 1980-1981, 1984-1985, 1985-1986, 1986-1987, 1990-1991, 1992-1993, 1993-1994, 1994-1995, 1999-2000, 2000-2001, 2003-2004, 2005-2006, 2006-2007, 2009-2010, 2011-2012, 2012-2013, 2013-2014, 2016-2017
- Campionati belgi di seconda divisione: 2

1923-1924, 1934-1935
- Coppa del Belgio: 9

1964-1965, 1971-1972, 1972-1973, 1974-1975, 1975-1976, 1987-1988, 1988-1989, 1993-1994, 2007-2008
- Coppa di Lega belga: 3  (record)

1972-1973, 1973-1974, 1999-2000
- Supercoppa del Belgio: 13

1985, 1987, 1993, 1995, 2000, 2001, 2006, 2007, 2010, 2012, 2013, 2014, 2017

## Competizioni internazionali
- Coppa delle Coppe: 2  (record belga)

1975-1976, 1977-1978
- Coppa UEFA: 1  (record belga)

1982-1983
- Supercoppa UEFA: 2  (record belga)

1976, 1978

## Competizioni giovanili
- Torneo di Viareggio: 1   (record belga)

2013
- Torneo di Tolone: 1

1967

## Altri piazzamenti
- Campionato belga:

Secondo posto: 1943-1944, 1947-1948, 1952-1953, 1956-1957, 1959-1960, 1975-1976, 1976-1977, 1977-1978, 1978-1979, 1981-1982, 1982-1983, 1983-1984, 1988-1989, 1989-1990, 1991-1992, 1995-1996, 2002-2003, 2004-2005, 2007-2008, 2008-2009, 2015-2016
Terzo posto: 1945-1946, 1960-1961, 1962-1963, 1970-1971, 1974-1975, 1998-1999, 2001-2002, 2010-2011, 2014-2015, 2017-2018, 2021-2022, 2023-2024
- Coppa del Belgio:

Finalista: 1965-1966, 1976-1977, 1996-1997, 2021-2022, 2024-2025
Semifinalista: 1966-1967, 1970-1971, 1978-1979, 2006-2007, 2012-2013, 2020-2021
- Coppa di Lega belga:

Finalista: 1974-1975, 1985-1986
Semifinalista: 1998-1999
- Supercoppa del Belgio:

Finalista: 1981, 1988, 1991, 1994, 2004, 2008
- Coppa delle Coppe:   (record condiviso con Arsenal, Atletico Madrid, Barcellona, Rangers, Rapid Vienna, Real Madrid)

Finalista: 1976-1977, 1989-1990
- Coppa UEFA:

Finalista: 1983-1984
- Coppa delle Fiere:

Finalista: 1969–1970
- Coppa dei Campioni:

Semifinalista: 1981-1982, 1985-1986
- Benelux Cup:

Finalista: 1957-1958
Semifinalista: 1958-1959
- Coppa Intertoto Ernst Thommen:

Semifinalista: 1979
- UEFA Youth League:

Semifinalista: 2014-2015, 2015-2016